# О’Санчес
О’Санчес (настоящее имя Александр Львович Чесноко́в; род. 12 апреля 1957 год) — российский писатель, прозаик, поэт.

## Биография
Поступил на факультет психологии в сентябре 1974 года. Был отчислен со второго курса за неуспеваемость. После отчисления тут же был призван в армию. Отслужив два года, восстановился и продолжил учебу. В 1983 году окончил факультет психологии Ленинградского государственного университета.

## Награды и премии
- 2010 — премия «Странник» за блистательную стилистику в романе «Хвак»[4].
- 2010 — премия «Петраэдр» за афоризм «Богатство не купишь»[5].
- 2013 — лучшая повесть в стиле «Живого Металла», «Осенняя охота с Мурманом и Аленушкой»[6].
- 2014 — премия «Петраэдр» за рассказ «Лук и эвфемизмы»[5].
- 2016 — премия «Жемчужное зерно» издательства «Аура-Инфо» за книгу «Пинка удаче»[7].

## Личная жизнь
Двое детей, разведён.